# Mooter
Mooter（ムーター）は、オーストラリアのソフトウェア会社。あるいは、同社の運営するインターネット上での検索エンジン。サービスは全て無料で利用できる。Ajaxと呼ばれる技術が用いられており、Mooterを利用するにはJavaScriptを有効にする必要がある。

## 概要
2001年、Mooterはリーゼル・ケイパー（Liesl Capper）によってオーストラリアの大学の小さな研究室から始まった。2005年2月、日本に進出。
ロボット検索は、Inktomiのアルゴリズムを採用している。
カテゴリ検索は「Sufix Tree Clustering Algorithm」（MooterMediaが開発）を使用。

## 名前の由来
Mooterは"Moot"（討論する）に由来しており、ユーザーへ個々もっともふさわしい検索結果を提供する事を目標としている。Mooterという名前は、品詞を体系化してウェブ上で使用可能な膨大な量の情報を組織化し、人の考えを科学するというMooterの使命を反映しているという。 

## 法人
2006年1月にMooter Pty Ltd.からアルゴリズムのソースを移管されたのを機に産学提携し、独立した研究開発（R&D）を日本で行っている。
基礎技術を開発したオーストラリアのMooter Pty, Ltd.は、ビジネス転換のため改名して現在はMooterMediaLimited（MMZ）となっている。
2006年より日本語検索サービスを開始し、2007年からはモバイル検索も開始していたが、2012年頃から検索を行っても「メンテナンス中」である旨が表示され、サービスを中断している状況であった。2014年にはMooterのトップページから検索窓が完全に撤去され、事実上サービスを終了したと報じられた。

## R&D
コンピュータ等の計算機を用いた自然言語処理の基礎技術であるマルチバイトコード対応の形態素解析。